# Geoffrey Enthoven
Pour les articles homonymes, voir Enthoven.
Geoffrey Enthoven est un réalisateur, scénariste, producteur et monteur de film belge. Après avoir fait sa maîtrise à l'Académie royale des beaux-arts de Gand en 1999, il obtient plusieurs prix et nominations. Cette même année, il fonde la société de production Fobic Films avec son compatriote Mariano Vanhoof.
Son premier long métrage, Les Enfants de l'amour, obtient non seulement le Prix du public au Festival international du film de Flandre-Gand en 2001, mais aussi le Prix spécial du jury au Festival international du film de Mannheim-Heidelberg et le Prix du meilleur long métrage au Festival du film de Milan (en), ex aequo avec La Danse de la cigogne, en 2002.
En 2006, son second film, Vidange perdue, remporte le Prix André-Cavens, décerné au meilleur film belge de l'année par l'Union de la critique de cinéma de Belgique. Il remporte le Grand Prix du Festival international du film de Mannheim-Heidelberg. 
Son cinquième film, Hasta la vista, sort en 2011. La même année, il obtient d'abord le Grand Prix des Amériques, le Prix du public et une mention spéciale du jury œcuménique au Festival des films du monde de Montréal,, puis se voit décerner l'Épi d'or à la 56e Semaine internationale du film de Valladolid (SEMINCI). 
En 2012, le film Hasta la vista remporte le prix du public  à la 25e édition des European Film Awards, à Malte.

## Filmographie

### Cinéma
- 2002 : Les Enfants de l'amour
- 2006 : Vidange perdue
- 2008 : Happy Together
- 2009 : Meisjes[8]
- 2011 : Hasta la vista
- 2014 : Halfweg
- 2015 : Broer

### Télévision
- 2006 : Wittekerke
- 2007 : Sara
- 2010 : Dag en Nacht: Hotel Eburon
- 2010 : Tegen de sterren op sterren op
- 2016 : Auwch 1
- 2017 : Auwch 2
- 2019 : Auwch 3
- 2020 : Invisible (Unseen)